# Divoky
Divoky je vesnice, část obce Zdounky v okrese Kroměříž, ve Zlínském kraji. Obec leží nedaleko obce Těšánky. Nachází se asi 2 km na jihozápad od Zdounek. Je zde evidováno 72 adres. Každý rok se zde pořádá průvod kostýmů na motivy českých a zahraničních pohádek. Trvale zde žije 124 obyvatel.
Divoky je také název katastrálního území o rozloze 3,22 km².

## Název
Základem jména vesnice bylo osobní jméno Divok. Nejstarší (písemně nedoložený) tvar jména vesnice byl Divoci a šlo o označení jejích obyvatel: "Divokovi", tedy Divokova rodina.

## Obyvatelstvo

### Struktura
Vývoj počtu obyvatel za celou obec i za jeho jednotlivé části uvádí tabulka níže, ve které se zobrazuje i příslušnost jednotlivých částí k obci či následné odtržení.
| Místní části   | Místní části | 1869 | 1880 | 1890 | 1900 | 1910 | 1921 | 1930 | 1950 | 1961 | 1970 | 1980 | 1991 | 2001 | 2011 | 2021 | 2031 |
| -------------- | ------------ | ---- | ---- | ---- | ---- | ---- | ---- | ---- | ---- | ---- | ---- | ---- | ---- | ---- | ---- | ---- | ---- |
| Počet obyvatel | část Divoky  | 221  | 223  | 257  | 248  | 261  | 250  | 253  | 223  | 212  | 186  | 141  | 147  | 137  | 119  | 124  |      |
| Počet domů     | část Divoky  | 32   | 36   | 45   | 43   | 47   | 51   | 59   | 62   | -    | 51   | 43   | 60   | 62   | 65   | 70   |      |
|                |              |      |      |      |      |      |      |      |      |      |      |      |      |      |      |      |      |